# Piaggio Quartz

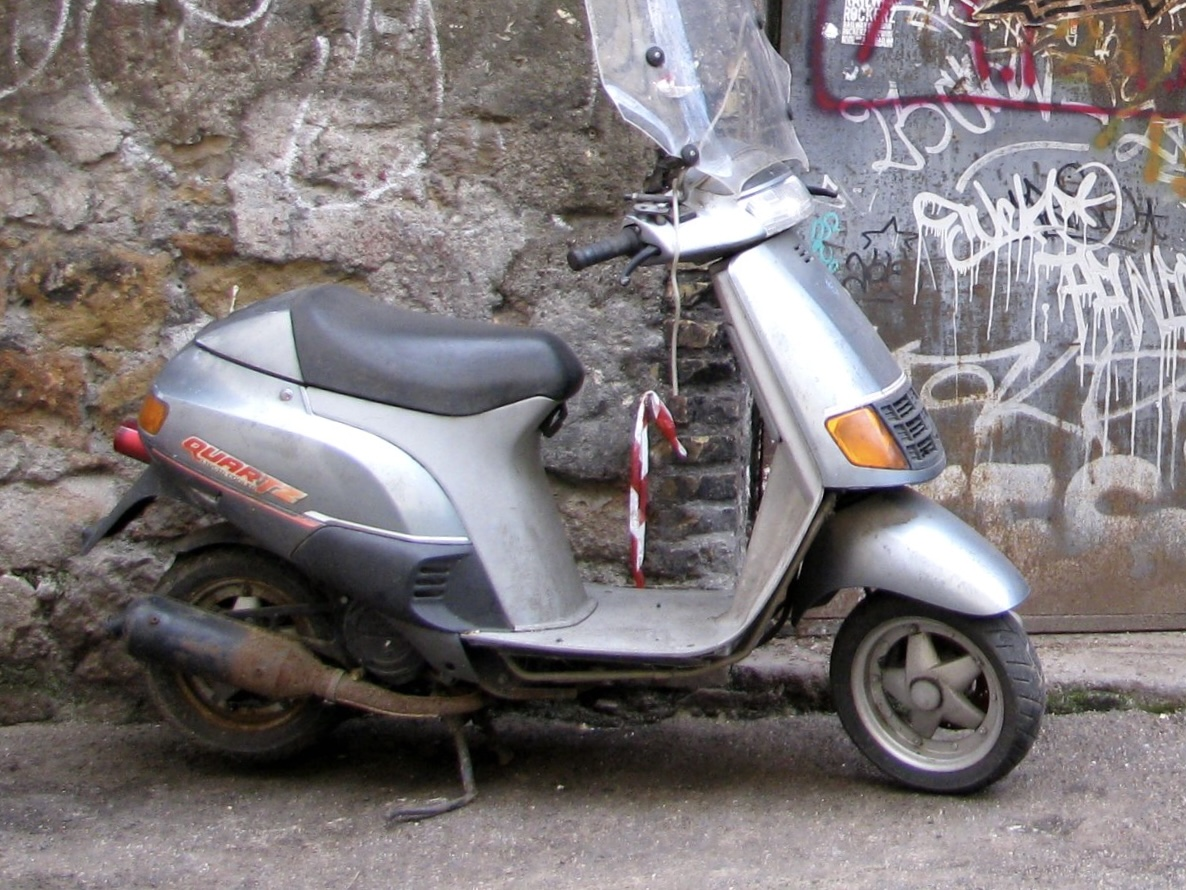
Piaggio Quartz 50

Die Piaggio Quartz ist ein Motorroller mit 50 cm³ Hubraum, den der italienische Fahrzeughersteller Piaggio von 1992 bis 1997 baute. Er basierte auf der Piaggio Sfera, wobei sich die Quartz durch andere Verkleidung, Motorkühlung (wassergekühlt) und Bremse vorn (Scheibenbremse) von der Sfera unterschied.
In einigen Ländern wurde die Quartz unter der Bezeichnung SKR City als luftgekühltes 80-cm³-Modell angeboten.
Äußerlich entspricht sie der Piaggio SKR 125/150 (später Skipper), die aber einen längeren Motorblock hatte.
Das Fahrzeug wog 91 kg und leistete 3,3 kW (4,5 PS) bei 6750 min−1.
|                              | Quartz 50 LC                                                                       | SKR City                                                                           |
| ---------------------------- | ---------------------------------------------------------------------------------- | ---------------------------------------------------------------------------------- |
| Bauzeit                      | 1992–1997                                                                          | 1995–1997                                                                          |
| Präfix der Rahmennummer      | NSP1T                                                                              | SP81T                                                                              |
| Motorbauart                  | Zweitaktmotor                                                                      | Zweitaktmotor                                                                      |
| Präfix Motornummer           | NSL1M                                                                              |                                                                                    |
| Hubraum                      | 49,5 cm³                                                                           | ? cm³                                                                              |
| Bohrung × Hub (mm)           |                                                                                    |                                                                                    |
| max. Leistung (PS) bei 1/min | 3,3 kW (4,5 PS) 6750                                                               |                                                                                    |
| max. Drehmoment bei 1/min    |                                                                                    |                                                                                    |
| Getriebe                     | stufenloses Keilriemengetriebe mit Fliehkraftkupplung. Zahnrad-Reduktionsgetriebe. | stufenloses Keilriemengetriebe mit Fliehkraftkupplung. Zahnrad-Reduktionsgetriebe. |
| Rollenformat u. -gewicht     | 17 × 13,5 8,5g                                                                     |                                                                                    |
| Höchstgeschwindigkeit        | 50                                                                                 |                                                                                    |
| Bremsen                      | vorne: Scheibe hinten: Trommel                                                     | vorne: Scheibe hinten: Trommel                                                     |
| Bereifung                    | v: 100/80-10 52J h: 100/80-10 52J                                                  |                                                                                    |
| Eigengewicht                 | 91 kg                                                                              |                                                                                    |
| Serviceintervall             | 4000 km                                                                            |                                                                                    |

## Nachweise
1. 1 2  Piaggio Quartz, Moto.it, abgerufen am 25. Oktober 2020